# جيري بيرن (سياسي)
جيري بيرن هو سياسي كندي، ولد في 27 سبتمبر 1966 في كندا. حزبياً، نشط في الحزب الليبرالي الكندي. وقد انتخب عضو المجلس النيابي لنيوفندلاند ولابرادور ‏ عن دائرة Corner Brook (electoral district) ‏ (30 نوفمبر 2015 – ) وانتخب عضو مجلس العموم الكندي وانتخب Minister for the purposes of the Atlantic Canada Opportunities Agency Act ‏ (15 يناير 2002 – 11 ديسمبر 2003).